# Heuzecourt
Heuzecourt est une commune française située dans le département de la Somme, en région Hauts-de-France.

## Géographie

### Localisation
Heuzecourt est un village picard du Ponthieu. 
Limitrophe de Bernaville, la localité est située à 7 km au sud-est d'Auxi-le-Château, 13 km à l'ouest de Doullens, 25 km au nord-est d'Abbeville , 32 km d'Amiens et à 45 km au sud-ouest d'Arras à vol d'oiseau.
Le territoire de la commune est limitrophe de ceux de cinq communes.
Les communes limitrophes sont  Bernaville, Béalcourt, Le Meillard, Prouville et Saint-Acheul.

### Hydrographie

#### Réseau hydrographique
La commune est située dans le bassin Artois-Picardie. Elle est drainée par le Meillard et l'Heuzecourt,.

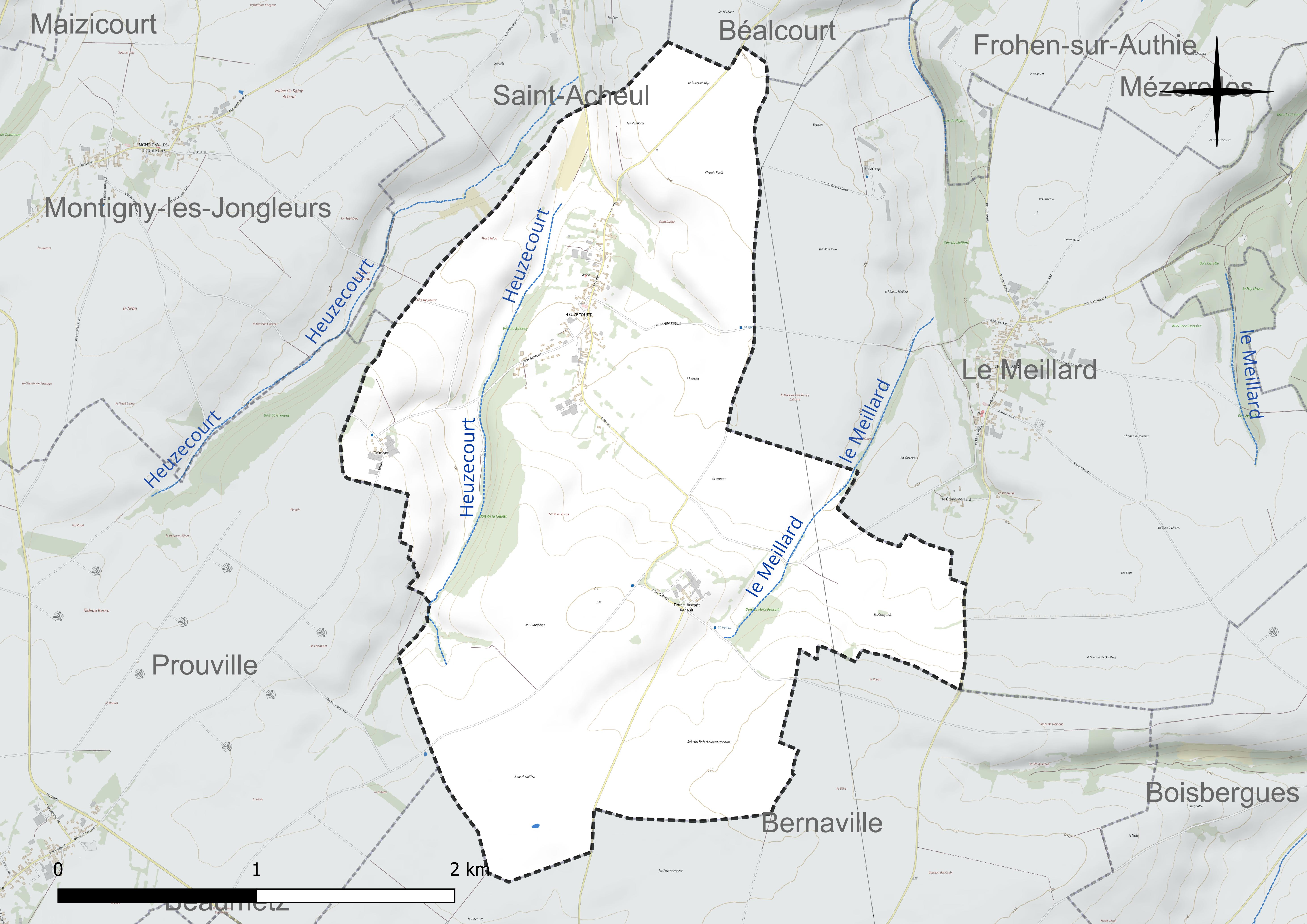
Réseau hydrographique d'Heuzecourt.

#### Gestion et qualité des eaux
Le territoire communal est couvert par le schéma d'aménagement et de gestion des eaux (SAGE) « Authie ». Ce document de planification concerne un territoire de 1 253 km2 de superficie, délimité par le bassin versant de l'Authie. Le périmètre a été arrêté le 5 août 1999 et le SAGE proprement dit est, en 2024, en cours d'élaboration. La structure porteuse de l'élaboration et de la mise en œuvre est le syndicat mixte Canche Et Authie.
La qualité des cours d'eau peut être consultée sur un site dédié géré par les agences de l'eau et l'Agence française pour la biodiversité.

### Climat
Pour des articles plus généraux, voir Climat des Hauts-de-France et Climat de la Somme.
En 2010, le climat de la commune est de type climat océanique altéré, selon une étude du CNRS s'appuyant sur une série de données couvrant la période 1971-2000. En 2020, Météo-France publie une typologie des climats de la France métropolitaine dans laquelle la commune est exposée à un climat océanique et est dans la région climatique Côtes de la Manche orientale, caractérisée par un faible ensoleillement (1 550 h/an) ; forte humidité de l'air (plus de 20 h/jour avec humidité relative > 80 % en hiver), vents forts fréquents.
Pour la période 1971-2000, la température annuelle moyenne est de 10,1 °C, avec une amplitude thermique annuelle de 13,3 °C. Le cumul annuel moyen de précipitations est de 836 mm, avec 12,7 jours de précipitations en janvier et 9 jours en juillet. Pour la période 1991-2020, la température moyenne annuelle observée sur la station météorologique la plus proche, située sur la commune de Bernaville à 5 km à vol d'oiseau, est de 10,4 °C et le cumul annuel moyen de précipitations est de 877,3 mm,. Pour l'avenir, les paramètres climatiques de la commune estimés pour 2050 selon différents scénarios d'émission de gaz à effet de serre sont consultables sur un site dédié publié par Météo-France en novembre 2022.
| Mois                                  | jan.           | fév.             | mars           | avril           | mai             | juin           | jui.           | août          | sep.          | oct.          | nov.          | déc.          | année      |
| ------------------------------------- | -------------- | ---------------- | -------------- | --------------- | --------------- | -------------- | -------------- | ------------- | ------------- | ------------- | ------------- | ------------- | ---------- |
| Température minimale moyenne (°C)     | 1,3            | 1,4              | 3,3            | 4,9             | 8,1             | 10,8           | 12,7           | 13            | 10,6          | 7,9           | 4,5           | 1,9           | 6,7        |
| Température moyenne (°C)              | 3,7            | 4,1              | 6,8            | 9,4             | 12,6            | 15,4           | 17,6           | 17,8          | 14,9          | 11,2          | 7,1           | 4,2           | 10,4       |
| Température maximale moyenne (°C)     | 6              | 6,9              | 10,3           | 13,9            | 17,1            | 20             | 22,4           | 22,6          | 19,3          | 14,6          | 9,7           | 6,4           | 14,1       |
| Record de froid (°C) date du record   | −13,2 16.01.13 | −13,5 07.02.1991 | −11,3 04.03.05 | −4,1 02.04.1996 | −0,7 07.05.1997 | 1,4 05.06.1991 | 5,2 04.07.1990 | 5 08.08.1990  | 2 24.09.03    | −4,5 24.10.03 | −8 23.11.1998 | −13 18.12.10  | −13,5 1991 |
| Record de chaleur (°C) date du record | 15 09.01.15    | 17,6 26.02.19    | 22,6 31.03.21  | 24,9 28.04.07   | 28,7 13.05.1998 | 33,9 27.06.11  | 40,8 25.07.19  | 37,2 10.08.03 | 32,1 09.09.23 | 28,9 01.10.11 | 19,5 07.11.15 | 15,7 07.12.00 | 40,8 2019  |
| Précipitations (mm)                   | 72,9           | 63,6             | 66,6           | 53,8            | 64,5            | 61,2           | 72,9           | 79            | 66            | 82,5          | 91,8          | 102,5         | 877,3      |

## Urbanisme

### Typologie
Au 1er janvier 2024, Heuzecourt est catégorisée commune rurale à habitat dispersé, selon la nouvelle grille communale de densité à sept niveaux définie par l'Insee en 2022.
Elle est située hors unité urbaine. Par ailleurs la commune fait partie de l'aire d'attraction d'Amiens, dont elle est une commune de la couronne,. Cette aire, qui regroupe 369 communes, est catégorisée dans les aires de 200 000 à moins de 700 000 habitants,.

### Occupation des sols
L'occupation des sols de la commune, telle qu'elle ressort de la base de données européenne d'occupation biophysique des sols Corine Land Cover (CLC), est marquée par l'importance des territoires agricoles (91,5 % en 2018), une proportion identique à celle de 1990 (91,5 %). La répartition détaillée en 2018 est la suivante :
terres arables (74,3 %), prairies (17,2 %), zones urbanisées (4,4 %), forêts (4,1 %). L'évolution de l'occupation des sols de la commune et de ses infrastructures peut être observée sur les différentes représentations cartographiques du territoire : la carte de Cassini (XVIIIe siècle), la carte d'état-major (1820-1866) et les cartes ou photos aériennes de l'IGN pour la période actuelle (1950 à aujourd'hui).

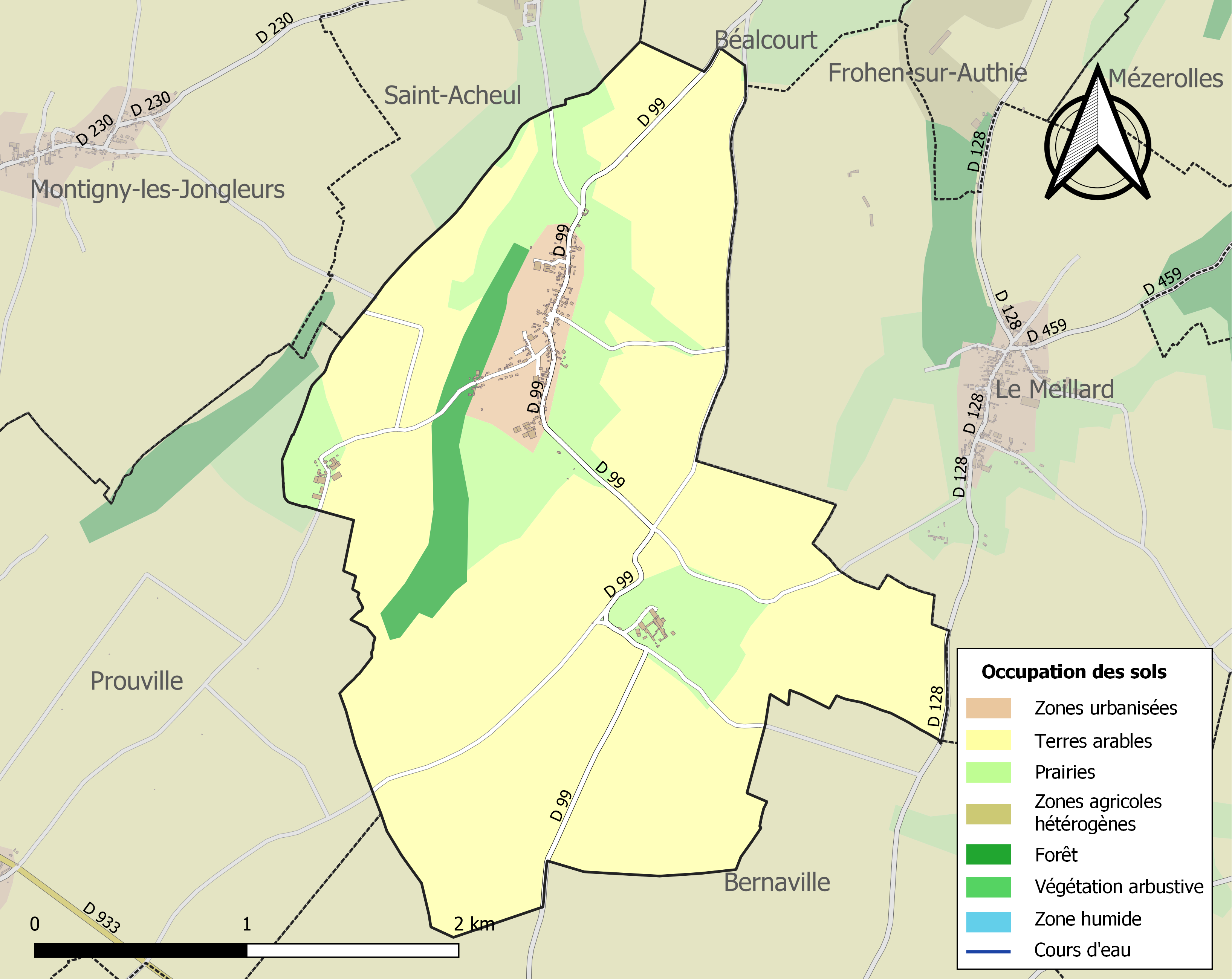
Carte des infrastructures et de l'occupation des sols de la commune en 2018 (CLC).

### Voies de communication et transports
La localité est desservie par la ligne d'autocars no 22 (Doullens - Villers-Bocage - Amiens)  du réseau Trans'80, Hauts-de-France, tous les jours sauf le dimanche et les jours fériés.

## Toponymie
Le nom de la localité est attesté sous les formes Heusecourt, 1121 (Jean, comte de Ponthieu. Hist. eccl. d'Abb.); Huscort, 1202 (Charte de commune de Doullens. Dom Grenier.); Heusecort, 1210. (Hugues de Cayeux. Cart. de Bertaucourt.); Heussecourt, 1275 (Cart. de l'évêché.); Escurt, 1279 (Jean de Escurt.)
Euzecourt, 1477 (Hommage.); Heuzecourt, 1507 (Coutumes locales.); Heuzencourt, 1518 (Hommage de Jacques, bâtard de Vendôme.); Heuscourt, 1644 (Lettre du roi Casimir. Généal. de Mailly.); Heuzecour, 1733 (G. Delisle.); Heuzcourt, 1743. (Friex.).
Il s'agit d'une formation toponymique caractéristique du Haut Moyen Âge en -court, au sens ancien de « cour, cour de ferme, ferme, domaine rural ». L'appellatif toponymique -court (> français moderne cour) est issu du gallo-roman CORTE, du bas latin cortēm ou curtis « cour ». Cet appellatif est généralement précédé d'un nom de personne germanique. Cette façon de nommer les lieux serait liée à l'apport germanique du VIe siècle,.
Albert Dauzat qui ne cite pas de forme ancienne, signe qu'il n'en connaît pas, a suggéré sans trop y croire, l'anthroponyme germanique Hosed pour expliquer le premier élément Heuze-.

## Histoire
En 1572, Charles d'Halluin vend le village à Jean de Guillermé.

## Politique et administration
| Période                                  | Période                      | Identité            | Étiquette | Qualité |
| ---------------------------------------- | ---------------------------- | ------------------- | --------- | --- |
| Les données manquantes sont à compléter. |                              |                     |           | |
| 1953                                     | 1971                         | Henri Dezoteux      |           | |
| 1971                                     | 1983                         | Benoît Loprovost    |           | |
| 1983                                     | 1984                         | Lucas Blondel       |           | Décédé en fonction                                                                                                   |
| 1984                                     | 2001                         | André Boucher       |           | |
| mars 2001                                | 2014                         | Jean-Paul Michilsen |           | |
| 2014                                     | novembre 2018                | Gérard Blondel      |           | Inspecteur à la Mutualité sociale agricole, fils de Lucas Blondel Élu à la Chambre d'agriculture Décédé en fonction. |
| février 2019                             | juillet 2020                 | Dany Choquet        |           | |
| juillet 2020                             | En cours (au 8 octobre 2020) | Jean-Paul Michilsen |           | |

## Population et société

### Démographie
L'évolution du nombre d'habitants est connue à travers les recensements de la population effectués dans la commune depuis 1793. Pour les communes de moins de 10 000 habitants, une enquête de recensement portant sur toute la population est réalisée tous les cinq ans, les populations de référence des années intermédiaires étant quant à elles estimées par interpolation ou extrapolation. Pour la commune, le premier recensement exhaustif entrant dans le cadre du nouveau dispositif a été réalisé en 2008.

En 2022, la commune comptait 162 habitants, en évolution de −5,26 % par rapport à 2016 (Somme : −1,26 %, France hors Mayotte : +2,11 %).
| 1793 | 1800 | 1806 | 1821 | 1831 | 1836 | 1841 | 1846 | 1851 |
| ---- | ---- | ---- | ---- | ---- | ---- | ---- | ---- | ---- |
| 401  | 360  | 361  | 444  | 452  | 472  | 447  | 437  | 437  |

| 1856 | 1861 | 1866 | 1872 | 1876 | 1881 | 1886 | 1891 | 1896 |
| ---- | ---- | ---- | ---- | ---- | ---- | ---- | ---- | ---- |
| 435  | 450  | 429  | 394  | 387  | 377  | 378  | 373  | 343  |

| 1901 | 1906 | 1911 | 1921 | 1926 | 1931 | 1936 | 1946 | 1954 |
| ---- | ---- | ---- | ---- | ---- | ---- | ---- | ---- | ---- |
| 327  | 295  | 303  | 304  | 258  | 235  | 223  | 251  | 206  |

| 1962 | 1968 | 1975 | 1982 | 1990 | 1999 | 2006 | 2008 | 2013 |
| ---- | ---- | ---- | ---- | ---- | ---- | ---- | ---- | ---- |
| 182  | 198  | 194  | 172  | 154  | 134  | 143  | 146  | 169  |

| 2018 | 2022 | - | - | - | - | - | - | - |
| ---- | ---- | - | - | - | - | - | - | - |
| 167  | 162  | - | - | - | - | - | - | - |

### Enseignement
Un regroupement pédagogique est mis en place à l'école des Fontaines bleues de Mézerolles depuis 2005. Il associe les communes de Remaisnil, Heuzecourt, Barly, Outrebois, Occoches, Boisbergues, Le Meillard, Béalcourt et Frohen-sur-Authie. Une salle multi-activités est inaugurée en septembre 2019.

## Culture locale et patrimoine

### Lieux et monuments
- Église Saint-Jean-Baptiste.
- Chapelle Notre-Dame-de-Grâce de 1870, au hameau de Grimont. Ancien lieu de pèlerinage, elle a aussi été utilisée pour des baptêmes[33].
- Le moulin Gégé, de brique, silex et pierre, construit au XVIIIe siècle. Abandonné pendant plus d'un siècle, déclaré en ruines en 1901, il a été réhabilité. Le dernier meunier s'appelait Thomas Bellettre[34],[35].

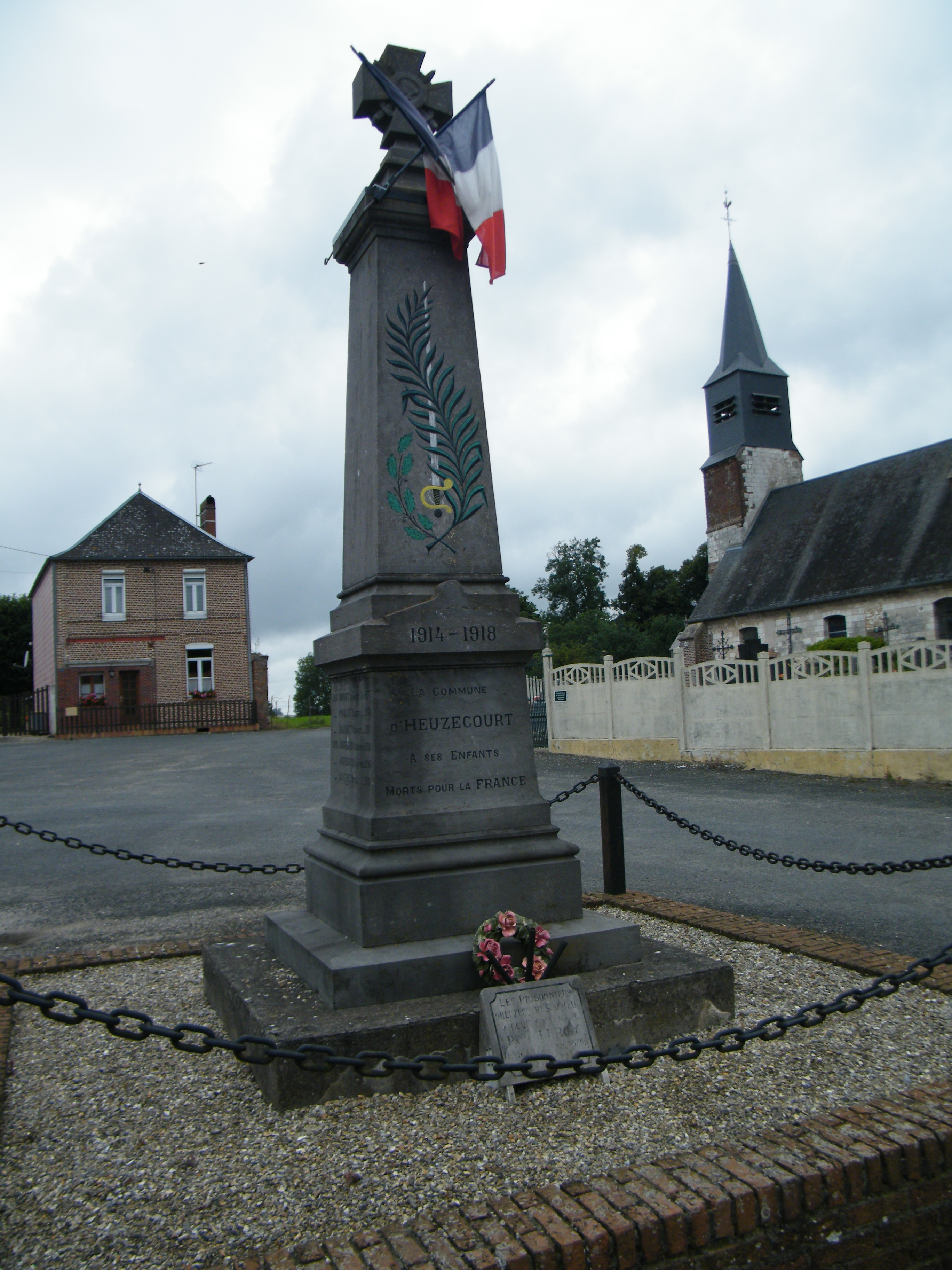
Le monument aux morts pour la patrie.
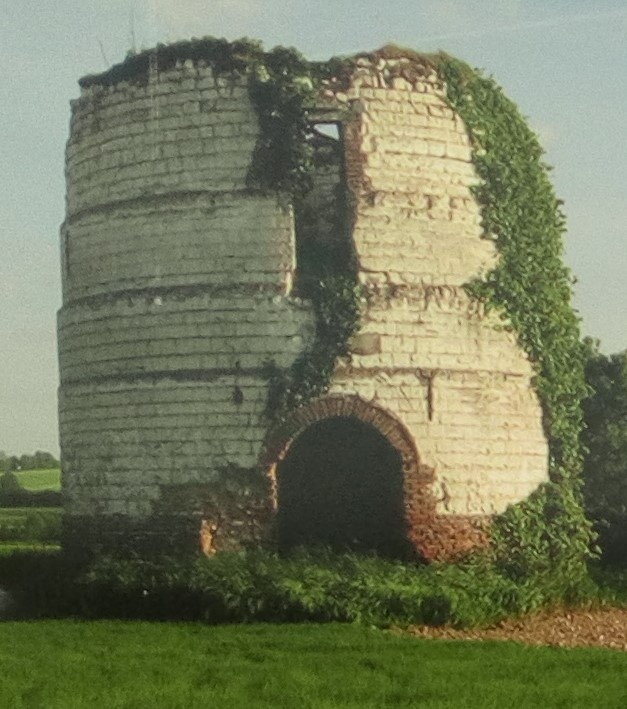
Le moulin avant réhabilitation.
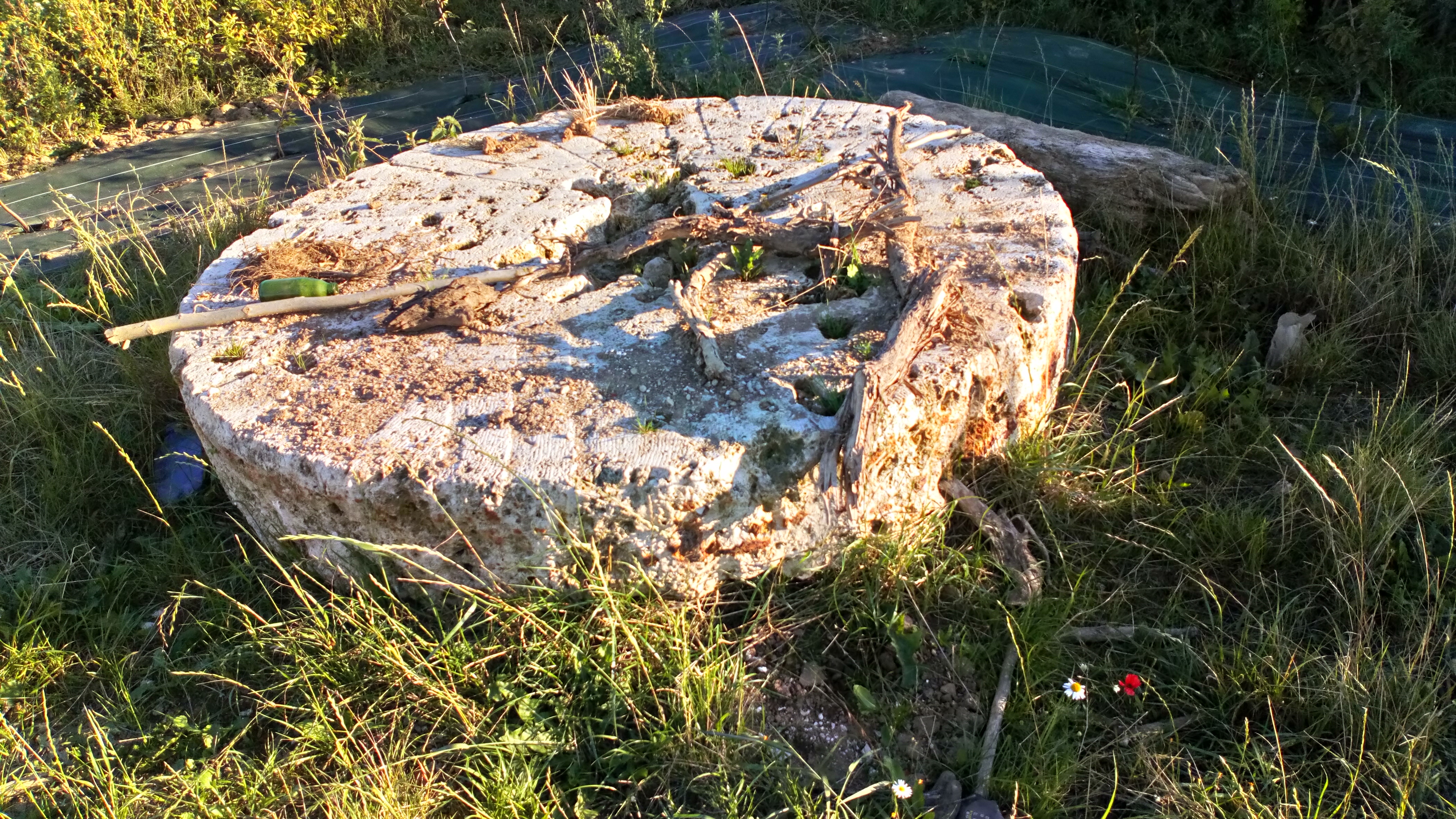
Une meule du moulin.
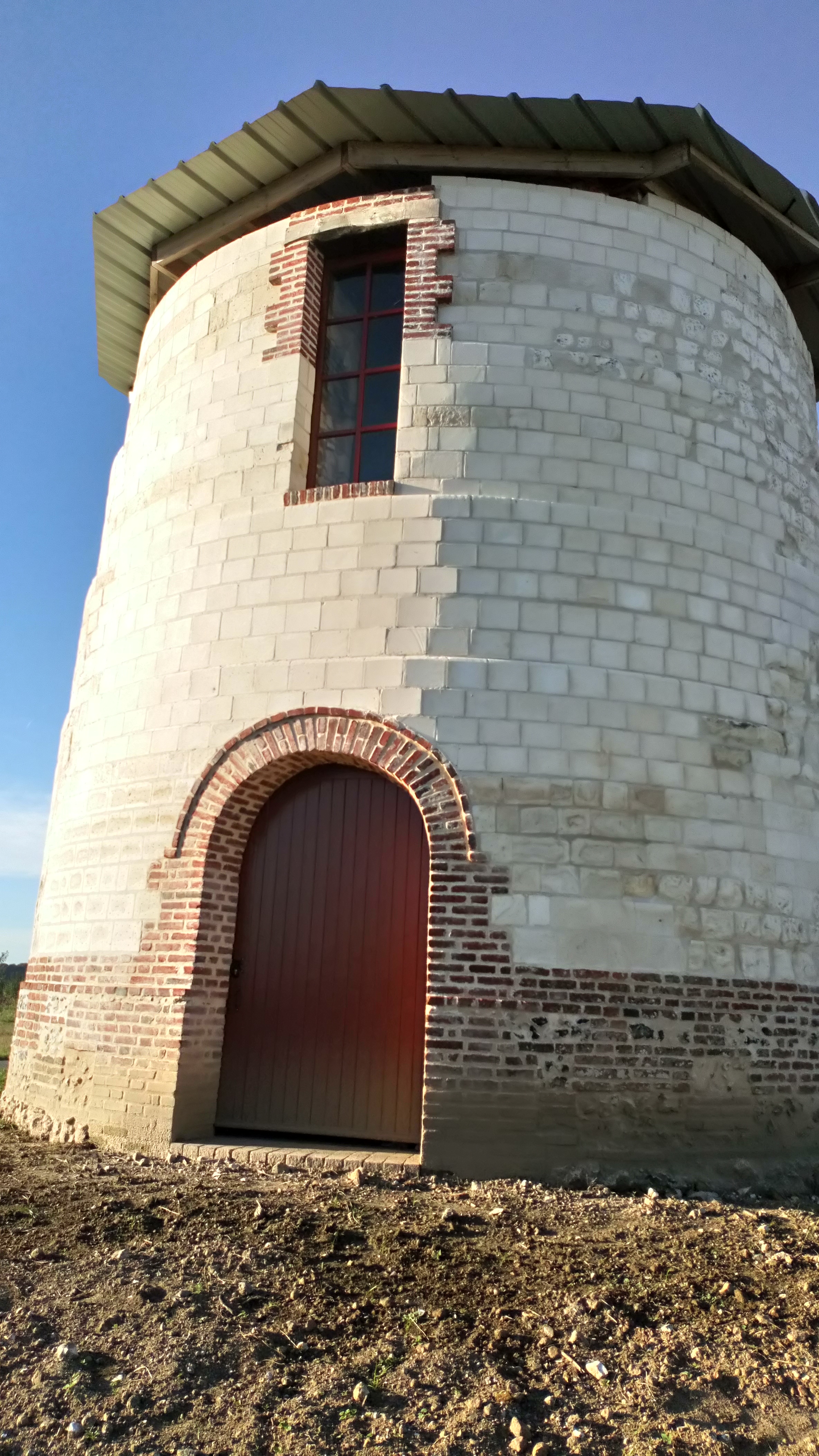
Après réhabilitation.